# جون تورتل
جون روس تورتل (بالإنجليزية: John Ross Turtle)‏ هو أكاديمي طبي أسترالي واختصاصي الغدد. وهو أستاذ (بروفيسور) فخري في الطب ورئيس فخري اتحاد مرض السكر الدولي (بالإنجليزية: International Diabetes Federation)‏.

## النشأة
ولد تورتل في سدني، أستراليا في (13 يناير/كانون الثاني 1937)، ودرس في كلية نيوإنغتون (بالإنجليزية: Newington College)‏ بين عامي (1947-1953)، درس الابتدائية في (بالإنجليزية: Wyvern House)‏، تخرّج طبيبا من جامعة سدني.

## المهنة الطبية
- رئيس، مستشفى الأمير ألفريد الملكي (بالإنجليزية: Royal Prince Alfred Hospital)‏, قسم علم الغدد الصماء (من 1971 - إلى 2002).
- أستاذ الطب، جامعة سدني (1971-2002).
- الأستاذ الفخري (بروفيسور فخري) (منذ 2003).

## اللجان
- نائب رئيس، اتحاد مرض السكر الدولي (1991-1997).
- عضو، لجنة تقييم الدواء الأسترالية (1972-1993).

## الزمالات
- زميل، كلية الأطباء الملكية.
- زميل، كلية الأطباء الملكية الأسترالية.

## أوسمة الشرف
- وسام دولة أستراليا (1992).[3]
- وسام دولة فيجي (1999).[4]

## منشورات
1. الحياة الطبيعية مع مرض السكر - مشترك (1972).
2. خبير أطعمة المريض بالسكر - مشترك (1975).
3. الحياة مع مرض السكّر - مشترك (1982).
4. مرض السكر في الألفية الجديدة - مشترك (1999).